# Хип-хоп музика
Хип-хоп музиката е музикален стил, възникнал в рамките на хип-хоп културата. Основна характеристика на хип-хоп музиката е рапирането.
Поради това тя често се нарича просто рап, макар че обикновено включва и други техники, като диджействането, семплирането, скречинга и бийтбокса. Направлението възниква през 70-те години в Бронкс, главно сред афроамериканците и американците от ямайски произход.
Рапът е вокален стил, основан на речитативи в стихове и рима, обикновено съпровождани от инструментален или синтетичен бийт, но понякога изпълнявани и а капела. Бийтът, почти винаги в размер 4/4, може да бъде съставен от семплирани сегменти от други песни или от оригинални части. Текстът на речитатива може да е предварително подготвен или импровизиран.

## Възникване (70-те години)

### Корени
Корените на хип-хоп музиката могат да бъдат открити в афроамериканската музика, а чрез нея и в африканската музика. Гриотите в Западна Африка са пътуващи певци и поети, част от устна традиция, съществувала столетия. Техният вокален стил е сходен с този на изпълнителите на рап. Елементи от традицията на гриотите се запазват и сред негрите в Америка, като в началото на 20 век намират проявление в джаз поезията.
Според някои изследователи сред предшествениците на рапа трябва да се причислят и музикално-комедийните импровизации на изпълнители като Руди Рей Мур или Блоуфлай през втората половина на 20 век. По същото време в Ню Йорк разговорна поезия и музика, подобна на тази на гриотите, изпълняват Ласт Поетс, Гил Скот-Херън и Джалал Мансур Нуриддин.
Самата хип-хоп музика се появява през 70-те години, когато в Ню Йорк, особено в Бронкс с неговото смесено афроамериканско и пуерториканско население, нараства популярността на т.нар. блок партита, в които участват жителите на цели квартали. В тях участват диджеи, които пускат популярна музика, най-често фънк и соул. Срещайки одобрението на публиката, те започват да отделят перкусионните прекъсвания в популярните песни, като тази техника става известна като ямайска дъб музика.
Постепенно се развиват техники, като скречинга (приписван на Гранд Уизард Тиъдор) и бийт миксинга, които наред с брейковете създават основа, върху която може да се рапира. Рапирането е вокален стил, при който се изпълнява предварително подготвен или импровизиран речитатив в рима и ритъм, обикновено върху инструментален или синтезаторен бийт, но понякога и а капела. Бийтовете, почти винаги в размер 4/4, могат да бъдат получени чрез семплиране или сливане на откъси от други песни, но могат да включват и изпълнения на синтезатор, дръм машина или инструментални изпълнения на живо.
Влияние върху ранния стил на рапиране оказват Кул Херк и Коук Ла Рок, които започват да изпълняват прости стихове на фона на фънк музика. С времето изпълнителите започват да разнообразяват музиката си, включвайки кратки рими, често с нецензурно съдържание, опитвайки се да си създадат собствен имидж и да забавляват публиката.
Групата на Кул Херк става първата хип-хоп група, получила по-широка известност в Ню Йорк, но все повече групи започват да изпълняват такава музика. Често те са резултат от сътрудничеството между членове на някогашни банди, като Унивърсал Зулу Нейшън на Африка Бамбаата. Макар че много ранни рапъри, като Диджей Холиууд, Къртис Блоу и Спуни Джий, които издават солови записи, през ранните години на хип-хопа изпълненията най-често са на групи. По-късно, с нарастването на значението на сценичното присъствие и драматургичните елементи, ролята на соловите изпълнители се увеличава.
Още в началото на 70-те години по време на блок партитата се появява брейк денса, когато групи хора излизат пред публиката, танцувайки в характерен френетичен стил.

### Влияние на диско музиката
Хип-хоп музиката е повлияна от диско музиката, но в същото време е и реакция срещу нея. През 70-те години има ясно разграничение между почитатели и противници на диско музиката, като хип-хопът до голяма степен се появява като пряк отговор на смятаното за блудкаво и европеизирано диско, заливащо радиоефира.
Първоначално хип-хопът се основава най-вече върху твърдия фънк, но към края на 70-те години диското вече е в основата на повечето хип-хоп изпълнения. Сред първите хип-хоп изпълнители, повлияни от диското, са Диджей Пит Джоунс, Еди Чиба, Диджей Холиууд и Лъв Бъг Старски. Техният стил, наричан понякога диско рап, се различава от обичайния за хип-хопа от 70-те, който се концентрира върху по бързи рими и усложнени ритмични схеми.

### Първи записи
Преди 1979 година записаната хип-хоп музика се състои главно от записи на живо от партита и отделни миксове на диджеи. Смята се, че първият хип-хоп диджей, реализирал миксиран запис, е пуерториканецът Диджей Диско Уиз през 1977 година.